# Lucien Sittler
Lucien Sittler (né le 3 mai 1905 à Haguenau, mort le 17 décembre 1987 à Colmar), fut enseignant, écrivain, archiviste municipal et rédacteur en chef. 

## Carrière
Après des études primaires et secondaires à Haguenau en 1911-1923, Lucien Sittler étudia l'histoire et la géographie à l'université de Strasbourg jusqu'en 1926 et enseigna ensuite à Sainte-Marie-aux-Mines et à Forbach. En 1933 il devint docteur ès lettres en histoire à l'université de Strasbourg. En 1934 il fut nommé archiviste municipal de Colmar. En 1939-1940 il fut mobilisé et prit part au conflit. En 1945 il s’occupa du service des réfugiés à Colmar. À partir de 1946, il fut rédacteur en chef du Nouveau Calendrier alsacien. En 1950 il fut cofondateur de la Société historique et littéraire de Colmar et rédacteur en chef de l'Annuaire de Colmar (jusqu'en 1972), en 1951 il fut cofondateur puis secrétaire (et par la suite vice-président et président d'honneur) de la Fédération des Sociétés d'histoire et d'archéologie d'Alsace. En 1961 il reçut les Palmes académiques. En 1971 il fut récompensé par le Johann-Peter-Hebel-Preis du Land de Bade-Wurtemberg.

## Sélection d’ouvrages
- Un seigneur alsacien de la fin du moyen âge: Maximin ou Smassman 1er de Ribeaupierre 1398-1451. Strasbourg : Heitz 1933
- Inventaire général des archives de la ville de Colmar. Colmar: Hartmann 1937
- Wir schliessen den Ring. Roman sur l’Alsace [sous le pseudonyme de Franz Klausner]. Colmar : « Jung-Elsass » 1938. Nouvelle édition 1941
- Geschichte des Elsaß. 2 vol. Colmar : Alsatia 1939-1941
- Kolmar im Elsaß. Colmar : Alsatia 1942
- Des Elsaß größte Zeit. Zwei Jahrhunderte lebensvoller Entfaltung unter den Hohenstaufenkaisern. Colmar : Alsatia 1942 (= Oberrheinische Jugendbücherei, Cahier 2)
- Am Wege der Jahrhunderte. Geschehen und Werden. Schaffen und Leben im Elsaß. Colmar : Alsatia [vers 1942]
- Au cœur de l'Alsace meurtrie. Un pèlerinage à travers le vignoble sinistré au lendemain des épreuves de 1944-1945. Colmar/Paris : Alsatia 1945
- Histoire de l'Alsace pour les jeunes. Colmar : Alsatia 1947
- Mit starken Händen. Roman. Colmar : Alsatia 1948
- Le jardin enchanté. Légendes d'Alsace. Colmar : Alsatia 1947
- La viticulture et le vin de Colmar à travers les siècles. Colmar : Alsatia 1956
- Fahrten und Wanderungen im Elsaß. Fribourg : Rombach 1965
- Guide des Vosges. Colmar : Société alsacienne d'expansion photographique 1967
- Hebel und das Elsaß. Rede beim « Schatzkästlein » zum Hebeltag 1967, gehalten in der Stadthalle Lörrach. Lörrach 1967 (= Schriftenreihe des Hebelbunds Lörrach, Nr. 16)
- L'Alsace, terre d'histoire. Préface de Max d'Andlau. Colmar: Alsatia 1972
- Le Haut-Rhin. Dictionnaire des communes : histoire et géographie, économie et société. Édité par Raymond Oberlé et Lucien Sittler. 3 vol. Colmar : Alsatia 1980 et années suivantes.

## Études sur Lucien Sittler
- Paul Stintzi : Stadt-Archivar Lucien Sittler zum 50. Geburtstag. In : Le Nouveau Rhin Français, 3. Mai 1955
- Raymond Matzen : Dr. Lucien Sittler, Stadtarchivar von Colmar, erhielt den Hebelpreis 1971. In : Le Nouvel Alsacien (Strasbourg), 15 mai 1971
- Jean-Marie Schmitt : Lucien Sittler nous a quittés. In : Le Point Colmarien, N° 90, février-mars 1988

## Sources
1. ↑  Manfred Bosch: Der Johann-Peter-Hebel-Preis 1936-1988, Karlsruhe: Scheffelbund 1988, S. 261

- (de) Cet article est partiellement ou en totalité issu de l’article de Wikipédia en allemand intitulé « Lucien Sittler » (voir la liste des auteurs).
- Notices d'autorité :   - VIAF
  - ISNI
  - BnF (données)
  - IdRef
  - LCCN
  - GND
  - Pays-Bas
  - Israël
  - NUKAT
  - Vatican
  - WorldCat